# Otto Gregussen
Otto Gregussen (født 15. september 1956 i Bodø) er en norsk erhvervsleder og politiker (Ap).
I 1992 blev han udnævnt som politisk rådgiver i i Norges Fiskeriministerium, en stilling han havde frem til 1994, hvor han blev statssekretær i samme ministerium. I 1996 gik han ud af regeringsapparatet. I 2000 blev Gregussen udnævnt som fiskeriminister i Jens Stoltenbergs første regering. Han blev siddende til regjeringen gik af efter Stortingsvalget i 2001.
Gregussen har også haft flere ledende stillinger indenfor fiskeriorganisationer og indenfor erhvervslivet. Han har blandt andet været administrerende direktør i Norske Fiskeoppdretteres Forening og administrerende direktør i Norshell. Han har også været regionaldirektør i Trøndelag NHO.